# 阿巴赫河 (阿爾河支流)
50°22′08″N 6°47′29″E / 50.3689017°N 6.791511°E

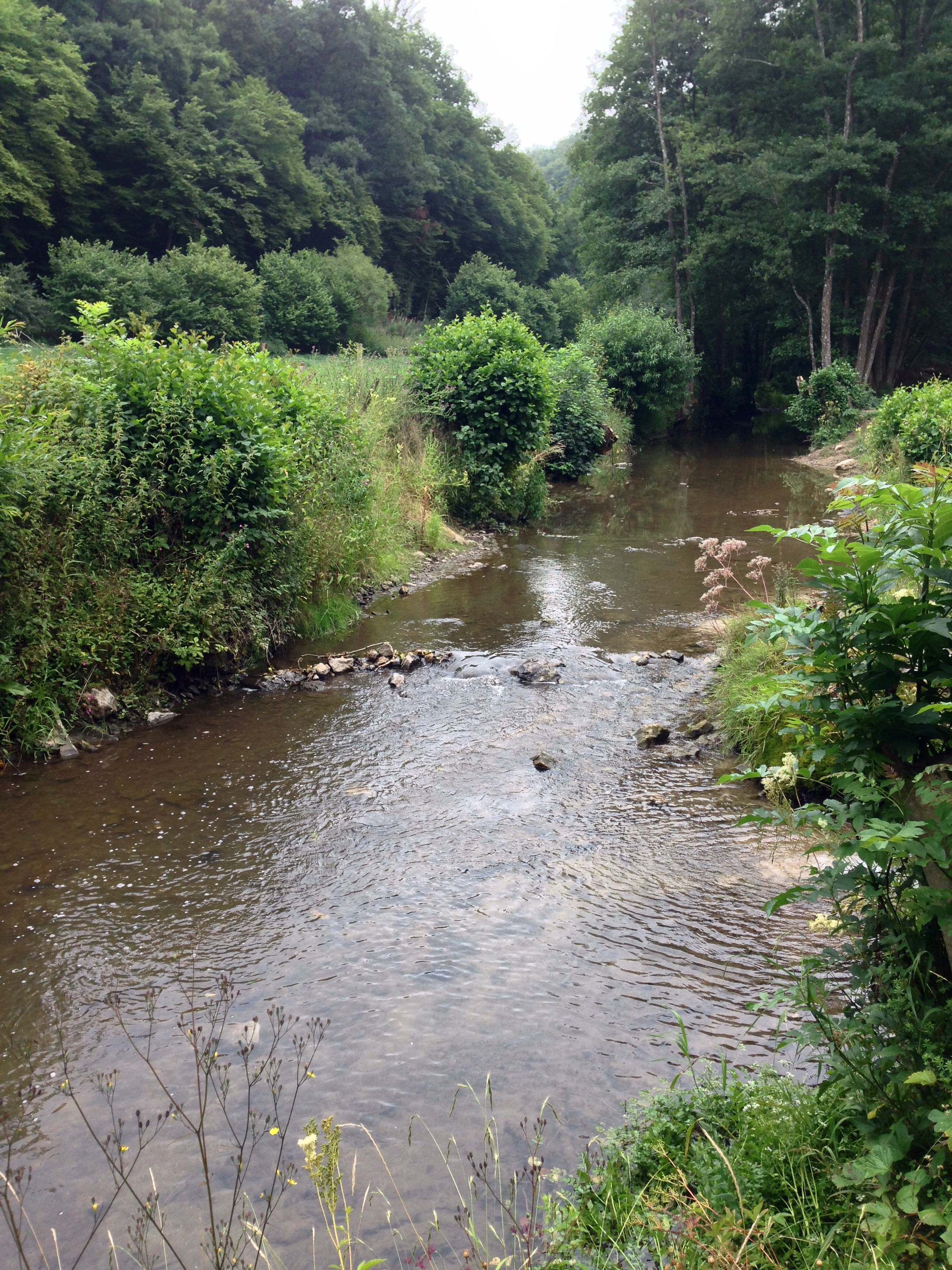

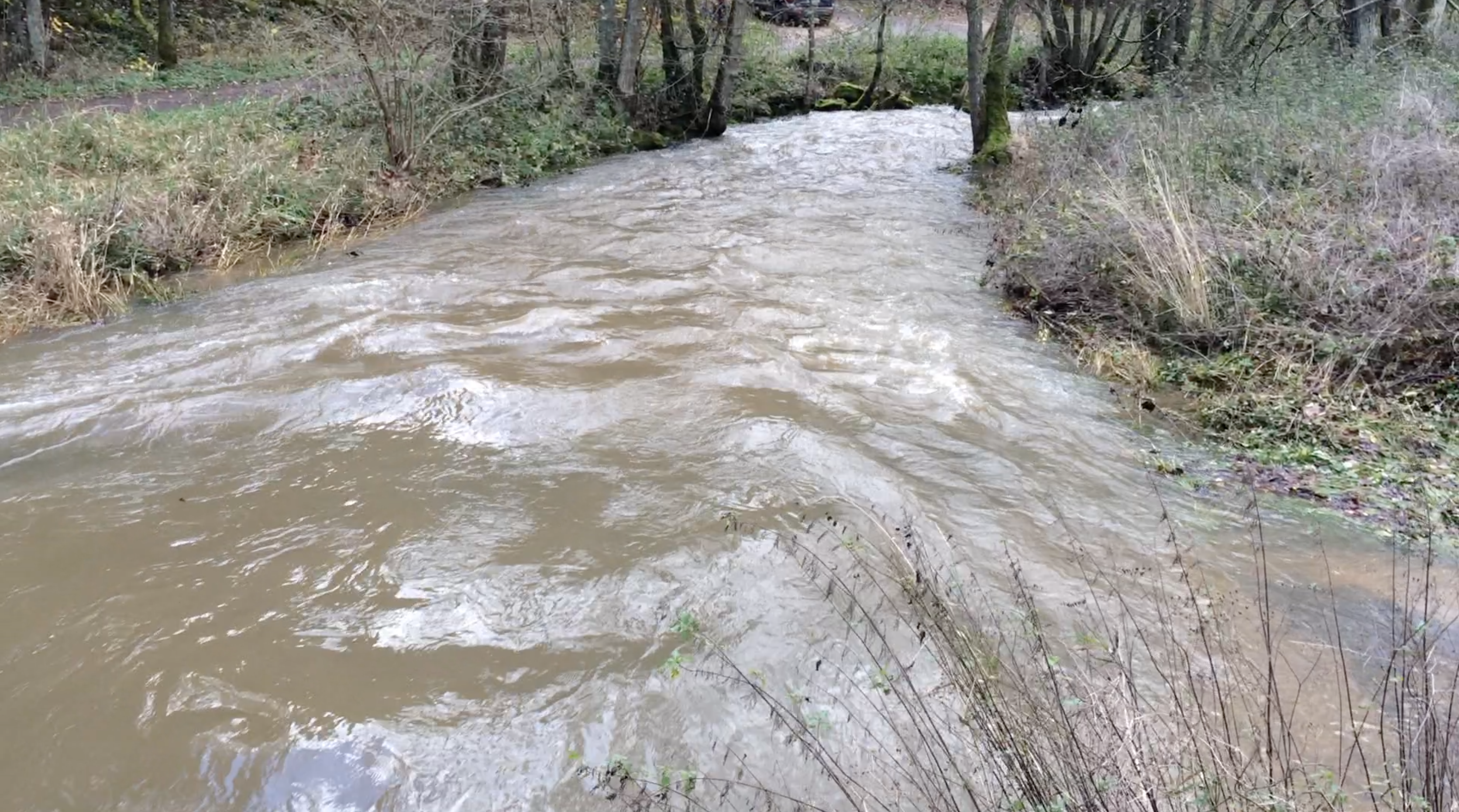

阿巴赫河（德語：Ahbach），是德國的河流，位於該國西部，處於北萊茵-威斯特法倫州，屬於阿爾河的右支流，河道全長21公里，流域面積91平方公里，發源自貝特爾多夫東南面。